# Азербайджанская мифология

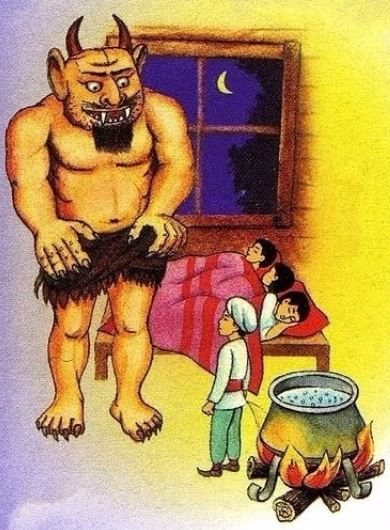
Изображение великана дива на почтовой марке Азербайджана

Азербайджа́нская мифоло́гия (азерб. Azərbaycan mifologiyası) — система мифологических представлений азербайджанцев, являющаяся частью мифологии тюркских народов. На формирование азербайджанских мифологических сюжетов и персонажей повлияли мифологии Месопотамии[уточнить], Ирана и тюркских народов. Различные азербайджанские мифы берут своё происхождение из эпосов «Эргенекон», «Огуз», «Китаби-Деде Коркут» и «Огузнаме». 
Азербайджанские мифы подверглись воздействию местного ритуализма, культовых верований, тотемизма и шаманизма.  Среди злых существ азербайджанской мифологии джины восходят к исламской традиции, дивы и пери — к зороастризму, а Хал (Ал) Ана и эрдов — к шаманистским представлениям.
В азербайджанской мифологии существуют тексты о происхождении первого человека, о том, как от него произошли другие люди, о возрождении жизни после великого потопа. Пять священных элементов — огонь, металл, камень, земля и вода — пользовались особым почитанием, наряду с почитанием деревьев. Существует миф о том, что первые люди были великанами, жившими очень долго. Согласно азербайджанским мифам, тюрк (как предок тюркских народов) происходит от потомков пророка Ноя и обретает путь к спасению при помощи волка. По мифу о конце света, в самом конце выживут лишь старая женщина, символизирующая Великую Мать, и волк. Согласно поверью о «спящем мире», каждую весну на Новруз мир умирает и вновь возрождается.
В азербайджанской мифологии присутствуют гиганты, дивы, драконы и другие мифические и полумифические существа. Из ислама сюда пришли всемогущий и милосердный Аллах, ангелы, оберегающие человека в разных аспектах его жизни, и другие персонажи. В мифах, сказках и дастанах некоторые герои меняют свой облик; поскольку эта способность имеет функционально важную роль, таких существ называют «дёнэргэ». «Эйялар» или «ийялар» — мифологические или покровительственные существа, охраняющие или олицетворяющие определённые природные объекты.
Азербайджанский поэт Иззеддин Хасаноглу в своём месневи «Китаби-Сирэтин-Наби» изложил свои представления о сотворении, которые согласуются с идеями, отражёнными в гёктюркских памятниках. Абдуррагим бек Хагвердиев в таких произведениях, как «Пери джаду», «Гырмызы гары» («Красная старуха»), «Дагылан тифаг» («Развалившийся союз»), мастерски использовал мифологические элементы. В современной азербайджанской литературе мифологические мотивы присутствуют в романе Юсифа Самедоглу «День преступления», романе Исы Муганны «Мяхшяр» («Страшный суд»), а также в произведениях Мовлуда Сулейманлы «Кёч» («Переселение»), «Шейтан» («Дьявол»), «Йел Ахмядин бяйлийи» («Бейлик Ветреного Ахмеда»).

### Источники мифологии

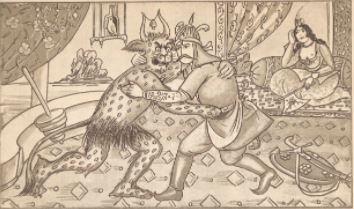
Маликмаммад против Дива

## История